# Tour de Estonia
El Tour de Estonia (oficialmente:Tour of Estonia) es una carrera ciclista profesional por etapas que se disputa en Estonia, en el mes de mayo. 
Su primera edición fue en 2013 tras fusionarse las dos carreras de un día profesionales del país (el Gran Premio Tallin-Tartu y el Gran Premio Tartu) perteneciendo al UCI Europe Tour, dentro de la categoría 2.1.

## Palmarés
| Año  | Ganador              | Segundo            | Tercero                |           |
| ---- | -------------------- | ------------------ | ---------------------- | --------- |
| 2013 | Gert Jõeäär          | Fredrik Ludvigsson | Stefan Schumacher      |           |
| 2014 | Eduard-Michael Grosu | Adrian Kurek       | Emīls Liepiņš          |           |
| 2015 | Martin Laas          | Ioannis Tamuridis  | Gustav Höög            |           |
| 2016 | Grzegorz Stępniak    | Roman Maikin       | Mihkel Räim            |           |
| 2017 | Karl Patrick Lauk    | Deins Kaņepējs     | Paweł Franczak         |           |
| 2018 | Grzegorz Stępniak    | Andreas Stokbro    | Siarhei Papok          |           |
| 2019 | Mihkel Räim          | Matthias Brändle   | Rudy Barbier           |           |
| 2020 | cancelada            | cancelada          | cancelada              | cancelada |
| 2021 | Karl Patrick Lauk    | Martin Laas        | Polychrónis Tzortzákis |           |
| 2022 | Evaldas Šiškevicius  | Norman Vahtra      | Kaden Groves           |           |
| 2023 | Rasmus Bøgh Wallin   | Matias Malmberg    | Norman Vahtra          |           |
| 2024 | Siim Kiskonen        | Karl Patrick Lauk  | Rait Ärm               |           |
| 2025 | Marcus Hansen        | Niklas Larsen      | Marceli Bogusławski    |           |

## Palmarés por países
| País      | Victorias |
| --------- | --------- |
| Estonia   | 6         |
| Polonia   | 2         |
| Dinamarca | 2         |
| Rumania   | 1         |
| Lituania  | 1         |